# Stygobromus jakutana
Stygobromus jakutana is een vlokreeftensoort uit de familie van de Crangonyctidae. De wetenschappelijke naam van de soort is voor het eerst geldig gepubliceerd in 1931 door Martynov.